# Elkton (Dakota du Sud)
Pour les articles homonymes, voir Elkton.
Elkton est une municipalité américaine située dans le comté de Brookings, dans l'État du Dakota du Sud. Selon le recensement de 2010, elle compte 736 habitants. La municipalité s'étend sur 1,55 milles carrés (4,01 km2).
La ville est fondée en 1880 par le Rock Island Railroad. Elle doit son nom à la ville d'origine d'un employé du chemin de fer, Elkton dans le Maryland.

## Démographie
| 1890 | 1900 | 1910 | 1920 | 1930 | 1940 |
| ---- | ---- | ---- | ---- | ---- | ---- |
| 331  | 578  | 742  | 872  | 856  | 779  |

| 1950 | 1960 | 1970 | 1980 | 1990 | 2000 |
| ---- | ---- | ---- | ---- | ---- | ---- |
| 657  | 621  | 541  | 632  | 602  | 677  |

| 2010 | - | - | - | - | - |
| ---- | - | - | - | - | - |
| 736  | - | - | - | - | - |